# 遠谷比芽子
遠谷 比芽子（1991年2月11日—），本名志村 比芽子（平假名：しむら ひめこ），日本女性演員、藝人，東京都出身。曾參與隸屬於SPACE CRAFT的「東京兒童劇團」，過去一直以真實姓名活躍於業界。2009年，轉移到亞洲商業合作夥伴，並作更名。

## 電影作品
- 砂沙美魔法少女俱樂部1、2季（2006年）－篠原美紗緒
  - 第1.2季片頭曲《Sweet MAGIC》Magical Sweets
  - 第1季的片尾曲《キラキラデイズ》Magical Sweets
  - 第2季的片尾曲《夕焼けのソリチュード》（篠原美紗緒）／志村比芽子